# Neon Gravestones
《Neon Gravestones》是美国音乐二人组二十一名飞行员演唱的一首歌曲。这是他们的第五张录音室专辑《Trench》中的第七首曲目。乐队主唱泰勒·约瑟夫创作了这首歌曲，并与保罗·梅尼一同担任制作人。这是一首嘻哈钢琴民谣，批判了媒体对自杀的美化。
专辑发行后，《Neon Gravestones》因其对自杀的态度而在媒体上引起了一些小争议。尽管如此，这首歌还是获得了音乐评论家的积极评价。这首歌曲是乐队匪幫巡迴演唱會演出曲目的一部分，约瑟夫还在 2018 年 11 月 2 日为BBC Radio 1的Live Lounge表演了这首歌的钢琴版本。

## 背景

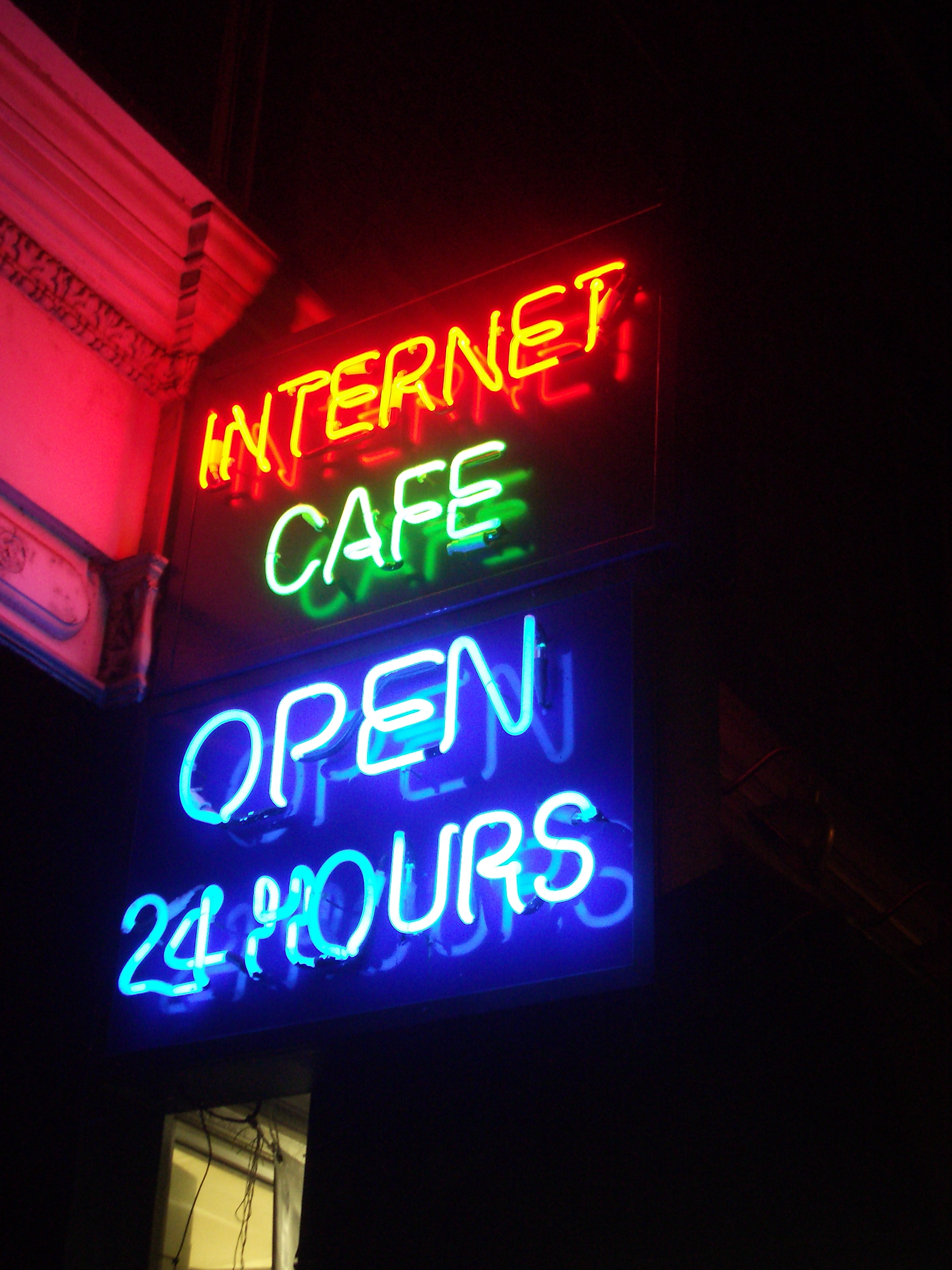
霓虹灯广告

这首歌是由泰勒·约瑟夫在他的地下室创作和录制的，并与另类摇滚乐队Mutemath的保罗·梅尼一起制作。 除了乐队的鼓手乔什·邓、约瑟夫和梅尼之外，为了不影响歌曲的方向，在歌曲创作过程中，包括朋友和家人在内的任何其他人都不被允许在场。包括《公告牌》在内的刊物将歌名中“Neon”（霓虹灯，经常用于广告用途）解释为一种可以吸引人走向死亡虚假的灯光。多名音乐记者认为歌曲的结尾与《Trench》的倒数第二首歌曲《Legend》有直接关联，该歌曲向约瑟夫已故的祖父 Robert 致敬（Robert曾经出现在乐队首张主流厂牌专辑《Vessel》的封面上）。
在 2018 年 10 月接受《Kerrang!》的采访中，约瑟夫透露，他对将这首歌放在《Trench》专辑曲目表中间位置一度感到不安，因为外界有人担忧认为这会影响专辑的流畅度。他决定保留这首歌，相信它是“《Trench》的灵魂”。约瑟夫和邓也担心这首歌主题的敏感性，但他们都同意将这首歌保留在专辑中。大西洋唱片公司的高管也对这首歌“极为担忧”，约瑟夫在一次采访中回忆说，他们将其描述为“唱片中间的一颗巨大地雷”，并担心如果其信息被误解，可能会终结乐队的职业生涯。
一些刊物指出，这首歌可能是为回应各种名人自杀事件而创作的，例如查斯特·贝宁顿和斯科特·休切森的自杀事件，以及Netflix剧集《十三个原因》。约瑟夫还解释说，这首歌是“对我们文化中正在发生的事情的反应”，但他补充说，他仍然为“我们的文化”感到自豪，尽管他的自豪感在下降。尽管如此，他还是“还是倾向于提出一种新的观点——一种更具攻击性和挑战性的观点”。在另一次采访中，约瑟夫表示，他担心如果他回答粉丝关于是否因某次特定的死亡事件而促使他创作这首歌的问题，会有不尊重之嫌。

## 作曲和歌词
从歌词上看，《Neon Gravestones》批评了媒体对自杀的美化。约瑟夫对流行文化提出了质疑，认为流行文化没有认真对待问题音乐人的心理健康问题，也没有认真考虑众多自杀名人音乐家的后果。歌词探讨了自杀危机以及其他形式的过早死亡。这首歌的歌词直白内省，约瑟夫使用第一人称单数代词“我”（英語："I"）坦率地谈论了自杀问题。约瑟夫认为，现在存在着一种将名人自杀浪漫化的文化，并且他认为一些选择离开世界的一人可能是考虑到对于自己的后世影响（有利）。上述倾向传达了“提早下葬是一种可选择的方式”的意涵。约瑟夫在歌曲的结尾倡导不要美化自杀，并建议听众向仍然健在的老人表示敬意。
约瑟夫在这首歌没有使用虚拟人物或者概念，而是直接表达自己的意思。约瑟夫把这首歌的歌词风格描述为“黑白分明”，而不是像乐队的大多数歌曲那样具有隐喻性，因为他不希望“美妙而华丽的隐喻”让听者忽视了“这一主题的重要性”。他还将这首歌解释了“关于为什么德马发生的事让我感到不得不离开”的深层次原因。约瑟夫后来告诉另类新闻，这首歌需要听者有一些耐心去思考它的含义。邓补充说，他们两人在精神或政治主题大体上有共识，这也是他们制作这首歌的原因之一。 

## 评论
这首歌得到了音乐评论家的积极评价，但大多数人指出，它可能因其非传统的自杀方式而引起一些争议。 《公告牌》记者佩奇·威廉姆斯写道，这首歌可能会让乐队摆脱那些过去认为他们美化抑郁症的指控。滚石杂志的克里斯托弗·R·温加滕 (Christopher R. Weingarten) 表示，这首歌“是对名人生活最强烈的审视……情绪激烈且引人深思”。 NME的加里·瑞安 (Gary Ryan) 称这首歌是专辑的一大亮点，是“对27 俱乐部之癖恋的哀伤而感人的猛烈抨击”。 Stereogum的Chris DeVille 称这首歌“在现代流行音乐中传达了一个不寻常的信息，但对于一个将他们的祖父放在他们的首张主流厂牌专辑封面上的乐队来说并不奇怪。”  PopMatters的约书亚·科珀曼 (Joshua Copperman) 认为这首歌是《Trench》中“最引人注目的歌曲”，但与歌曲的其他部分相比，它的结尾“太简单了”。另类新闻 (Alternative Press)的贾森·佩蒂格鲁 (Jason Pettigrew) 在截至 2019 年 9 月的乐队所有歌曲排名中将这首歌排在第 29 位，称赞这首歌是“在这个令人忧虑的时期的一则勇敢声明”。
《大西洋月刊》的斯宾塞·科恩哈伯 (Spencer Kornhaber) 对这首歌传达的信息持更为批评的态度，他认为，考虑到艺人作品的后世影响和连带的情感，“不允许”粉丝在已故艺人去世时向其致敬可能过于残酷。工作。他继续写道，“这首歌与其说是一个连贯的论点，不如说是一连串的提问——关于逝者的难题，以及被留在身后的人的更难的问题”。佩蒂格鲁在乐队采访时指出，这首歌是他们职业生涯中最具争议的歌曲之一。  《综艺》杂志的克里斯·威尔曼称其为“反自杀美化赞歌”，他表示这首歌可能“不仅会受到歌迷的争论，还会受到一些心理健康专家的争论，他们会在未来几个月追踪流行文化对这件事的看法”。 《先驱报》的马丁·威廉姆斯预测，这首歌“毫无疑问会因为以下的歌词让人指责他们对于受害者麻木不仁，比如：‘我并不是不尊重逝者的遗留/只是倡导这不要被美化’”。

## 参与人员
以下信息来自《Trench》的内页说明和二十一名飞行员官方 YouTube 频道。  
录音和管理
- 由 Warner-Tamerlane 出版公司 (BMI) 和 Stryker Joseph Music (BMI) 出版
- 录制于泰勒·约瑟夫俄亥俄州哥伦布市的家庭录音室
- 于纽约市Sterling Sound母带处理

Twenty One Pilots
- Tyler Joseph – 声乐、钢琴、低音吉他、合成器、编程、歌曲创作、制作
- Josh Dun – 鼓、打击乐

其他制作人员
- Paul Meany – 合成器、编程、制作
- Adam Hawkins – 混音
- Chris Gehringer – 母带制作

## 排行榜
| 榜单 (2018)                      | 最高 排位 |
| -------------------------------- | --------- |
| New Zealand Hot Singles (RMNZ)   | 14        |
| 美國（《告示牌》Hot Rock Songs） | 13        |